# 11830 Jessenius
11830 Jessenius eller 1984 JE är en asteroid i huvudbältet som upptäcktes den 2 maj 1984 av den tjeckiske astronomen Antonín Mrkos vid Kleť-observatoriet i Tjeckien. Den är uppkallad efter Jan Jesenius.
Asteroiden har en diameter på ungefär 3 kilometer.